# A Hot Time in the Old Town Tonight

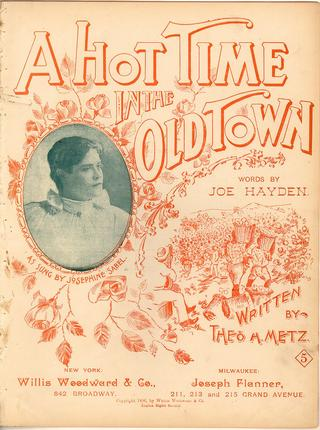
Cover des Notenblatts von Hot Time in the Old Town Tonight (1896)

(There’ll Be) A Hot Time in the Old Town Tonight ist ein Song, den Theodore A. Metz (Musik) und Joe Hayden (Text) verfassten und 1896 veröffentlichten.

## Hintergrund
Die Idee zu dem Song soll bei einer Tournee, die Theodore Metz mit McIntyre and Heath Minstrels mit der Eisenbahn zu einem Ort namens Old Town führte. Von ihrem Zugfenster konnte Metz eine Gruppe von Kindern beobachten, die nahe den Bahngleisen ein Feuer entfachten. Einer seiner Bandkollegen bemerkte hierzu: there'll be a hot time in the old town tonight. Metz notierte diesen Satz, in der Absicht, auf dieser Basis einen Marsch zu komponieren. Dieser fand dann Aufnahme ins Repertoire der McIntyre and Heath Minstrels bei ihren Straßenparaden. Metz veröffentlichte den Song 1896 im New Yorker Musikverlag Willis Woodward & Co.  Dialekt und Narrativ des Songs imitieren eine afroamerikanische Massenevangelisation.
Der Song wurde am Beginn des 20. Jahrhunderts zu einem populären Titel amerikanischer Militärkapellen, vor allem während des Spanisch-Amerikanischen Kriegs und des Boxeraufstands. Im Militär wurde der Song häufig gespielt, nachdem ihn Teddy Roosevelts Rough Riders bekannt gemacht hatten.
In der Tradition der University of Wisconsin wurde seit den späten 1890er-Jahren ein spezielles Arrangement mit Wiconsin-Bezug verwendet; die University of Wisconsin Marching Band spielt dieses Arrangement regelmäßig bei Sportereignissen.

## Erste Aufnahmen und spätere Coverversionen
Zu den Musikern, die den Song coverten, gehörten Dan Quinn (Edison Records, 1896), Len Spencer (Columbia Records, 1896), die Sousa’s Band von Arthur Pryor; in den 1920er-Jahren spielten ihn u. a. auch Al Jolson, Nathan Glantz (Gennett), Bessie Smith (1927) und Miff Mole (OKeh) ein.
Der Song wurde auch zu einem populären Titel im Repertoire zahlreicher Dixieland-Bands; der Diskograf Tom Lord listet im Bereich des Jazz insgesamt 38 (Stand 2015) Coverversionen, u. a. von Louis Armstrong,  George Scott-Wood, Sid Phillips, Zutty Singleton, Turk Murphy, Marty Grosz, George Lewis, Nat Gonella/Beryl Bryden, Ken Colyer, den Dukes of Dixieland und den Firehouse Five Plus Two. Auch Mississippi John Hurt und Leon Redbone nahmen den Song auf. Verwendung fand er außerdem im gleichnamigen Zeichentrickfilm (1930) von Max Fleischer, in der TV-Serie Petticoat Junction und, arrangiert von Ralph Burns, im Soundtrack des Films Lucky Lady.